# Минзухар
Минзухар (болг. Минзухар) — село в Болгарии. Находится в Кырджалийской области, входит в общину Черноочене. Население составляет 477 человек.

## Политическая ситуация
В местном кметстве Минзухар, в состав которого входит Минзухар, должность кмета (старосты) исполняет Шукри  Халибрям Осман (Движение за права и свободы (ДПС)) по результатам выборов правления кметства.
Кмет (мэр) общины Черноочене — Айдын Ариф Осман (Движение за права и свободы (ДПС)) по результатам выборов в правление общины.